# Paul Sieffert
 (décembre 2011).
Si vous disposez d'ouvrages ou d'articles de référence ou si vous connaissez des sites web de qualité traitant du thème abordé ici, merci de compléter l'article en donnant les références utiles à sa vérifiabilité et en les liant à la section « Notes et références ».
Ne doit pas être confondu avec Paul Siefert.
Pour les articles homonymes, voir Sieffert.
Paul René Eugène Sieffert né à Paris (11e) le 11 novembre 1874 et mort à Sèvres le 20 août 1957 est un peintre et illustrateur français.
Il est connu pour ses nus et ses portraits.

## Biographie
Paul Sieffert est le fils de Louis Eugène Sieffert et d'Annette Eugénie Perrot, peintres sur porcelaine,.
Il est élève de Jean-Léon Gérôme, Gabriel Guay et Albert Maignan. Il expose au Salon depuis 1894, et à la Société des amis des arts de Bordeaux de 1910 à 1939. Il obtient le premier grand prix de Rome en peinture en 1902 pour La Résurrection de la fille de Jaïre, et un diplôme d'honneur à l'Exposition universelle de 1937.
Il épouse en 1912 Elvira Urbani, Gaston Brun et Henri-Achille Zo sont témoins du mariage.
Il est secrétaire hors-concours de la Société des artistes français et membre du comité et du jury. Il est nommé chevalier de la Légion d'honneur en 1931, date à laquelle il obtient le prix Jean-Jacques-Henner. Il est membre du comité de la Société libre des artistes français.
Il expose également au Salon d'hiver de 1910 à 1944.
Il se fait par ailleurs connaître par ses vitraux, compositions décoratives et illustrations d'ouvrages de bibliophilie et de recueils de poésie, dont Aux flancs du vase, suivi de Polyphème et de Poèmes inachevés (1902) d'Albert Samain.
Toute sa carrière est ensuite fondée sur son importante production de nus, privilégiant les poses allongées vue de dos.

## Œuvres dans les collections publiques
- Dijon, musée des Beaux-Arts : Bacchante, huile sur bois, 42 × 34 cm.